# Cantilever (wielophanging)

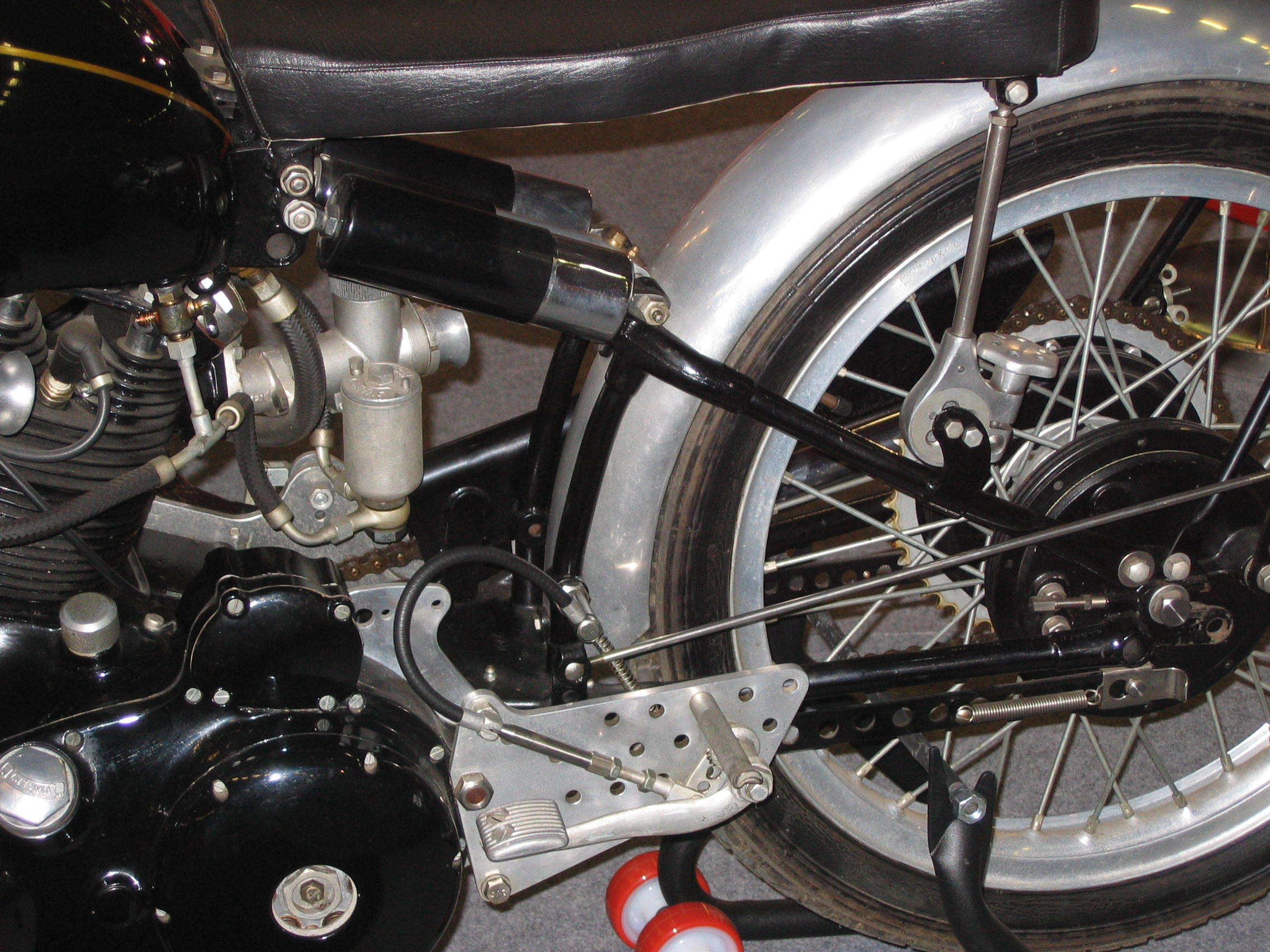
De Cantilever-veren zitten onder het zadel van deze Vincent-motorfiets, maar ze veren de achterbrug af

Cantilever is de benaming voor een veersysteem voor motorfietsen met een scharnierende driehoekige achtervork en horizontale drukveren, uitgevonden door Philip Vincent en Philip Irving in 1927 en jaren gebruikt op de Vincent-HRD-motoren. Het systeem is met een enkele veer (liggend boven het motorblok) toegepast door Yamaha en werd dan Monoshock of Monocross genoemd.
In de Brompton vouwfiets wordt een soortgelijk veersysteem met een rubber blok gebruikt, waarbij het scharnierpunt tevens deel uitmaakt van het vouwmechanisme